# 牧島りんりんロード
牧島りんりんロード（まきしまりんりんロード）は、20数年前に佐賀県伊万里市の牧島地区の多々良海岸沿いに整備されたサイクリングロードである。今後は利用者の拡大を測るため、サイクリングロードの中間地点である伊万里湾カブトガニの館を拠点とし、自転車貸し出し施設の設置や道路の補修などが計画されている。

## 名称の由来
自転車の「輪・輪」と、訪れた人たちが仲良く隣あって遊ぶ、また地域住民や自然と接することができるという意味での「隣・隣」の2つの意味を重ね合わせて「りんりんロード」という名称となった。

## 特徴
延長4.6kmのコースで、カブトガニの展示場であるカブトガニの館を出発点とし、カブトガニの産卵地で有名な多々良海岸、鶴の飛来地である長浜干拓を目の前に、終点では伊万里湾大橋の橋脚の下まで行くことができ、伊万里湾を一望することができる。また、春には地元住人が栽培した菜の花、夏にはハマボウなどの塩生植物が道沿いに咲いている。腰岳、牧島山なども遠くに眺めることができる海と山に囲まれた自然豊かなサイクリングロードである。

## 史跡
牧島の海岸沿い一帯はほとんど干拓による埋め立て地であり、その昔は塩田が広がっていた。それを物語る石碑や、塩焚用の煙突などが道沿いに残っている。

## 環境整備
環境維持のため地元住人や地域の子供会などのランティア団体によって年に3回の草刈、年2回の多々良海岸清掃が行われている。
また地元の伊万里高校・島小学校の児童生徒がカブトガニを守るための保存・清掃動活動を毎年5月～7月にかけて行っている。

## 今後の整備内容
- おもしろ自転車の設置
- 道路の補修